# Rujevac
Rujevac je naselje u Republici Hrvatskoj, u sastavu Općine Dvor, Sisačko-moslavačka županija. 

## Stanovništvo
Prema popisu stanovništva iz 2001. godine, naselje je imalo 224 stanovnika te 106 obiteljskih kućanstava.
| broj stanovnika | 471   | 868   | 902   | 992   | 1048  | 1125  | 963   | 1061  | 929   | 1033  | 925   | 725   | 699   | 586   | 224   | 254   | 124   |
|                 | 1857. | 1869. | 1880. | 1890. | 1900. | 1910. | 1921. | 1931. | 1948. | 1953. | 1961. | 1971. | 1981. | 1991. | 2001. | 2011. | 2021. |

## Znamenitosti
Pravoslavna crkva u Rujevcu sagrađena je 1880-ih godina i kvalitetan je primjer onovremene sakralne arhitekture za pravoslavnu crkvu u Hrvatskoj. Ikonostas u crkvi izrađen je u Obrtnoj školi u Zagrebu prema projektima arhitekta Hermana Bolléa. Djelomično je stradao u Drugom svjetskom ratu. Sačuvane stare ikone na ikonostasu rad su slikara Itala Hochetlingera.